# Gustavo Marzi
Gustavo Marzi (ur. 25 listopada 1908 w Livorno, zm. 14 listopada 1966 w Trieście) – włoski florecista i szablista, wielokrotny medalista igrzysk olimpijskich i mistrzostw świata.
Na igrzyskach olimpijskich w Amsterdamie w 1928 roku razem z Bino Binim, Oreste Pulitim, Giulio Sarrocchim, Renato Anselmim i Emilio Salafią zdobył srebrny medal w szabli drużynowej. Indywidualnie zajął czwarte miejsce, w rundzie finałowej wygrywając osiem z jedenastu pojedynków. Na rozgrywanych cztery lata później igrzyskach olimpijskich w Los Angeles zdobył trzy medale. Najpierw wspólnie z Giulio Gaudinim, Gioacchino Guaragną, Ugo Pignottim, Rodolfo Terlizzim i Giorgio Pessiną zdobył srebro we florecie drużynowym. Następnie zwyciężył indywidualnie, w rundzie finałowej wygrywając wszystkie dziewięć pojedynków. Wystartował też w szabli drużynowej, w której Gustavo Marzi, Giulio Gaudini, Renato Anselmi, Emilio Salafia, Arturo De Vecchi i Ugo Pignotti zdobyli srebrny medal. Brał również udział w igrzyskach olimpijskich w Berlinie w 1936 roku, zdobywając kolejne trzy medale. We florecie drużynowym Włosi w składzie: Manlio Di Rosa, Giulio Gaudini, Gioacchino Guaragna, Gustavo Marzi, Giorgio Bocchino i Ciro Verratti zdobyli złoto. W szabli indywidualnej zdobył srebro, wygrywając w rundzie finałowej sześć z ośmiu pojedynków i plasując się za Węgrem Endre Kabosem. Ponadto w szabli drużynowej wspólnie z Vincenzo Pintonem, Aldo Masciottą, Athosem Tanzinim, Aldo Montano i Giulio Gaudinim także zdobył srebrny medal.
Wielokrotnie zdobywał medale mistrzostw świata (oficjalnie rozgrywanych pod tą nazwą dopiero od 1937). Pierwsze medale zdobył podczas mistrzostw świata w Neapolu w 1929 roku: we florecie drużynowym zdobył złoty medal, a w szabli indywidualnej był drugi za Węgrem Gyulą Glykaisem. We florecie drużynowym zdobywał następnie złote medale na mistrzostwach świata w Liège (1930), mistrzostwach świata w Wiedniu (1931), mistrzostwach świata w Budapeszcie (1933), mistrzostwach świata w Warszawie (1934), mistrzostwach świata w Lozannie (1935), mistrzostwach świata w Paryżu (1937) i mistrzostwach świata w Pieszczanach (1938). We florecie indywidualnym zdobył złoty medal na MŚ 1937, srebrne na MŚ 1930 (za Giulio Gaudinim), MŚ 1931 (za Francuzem René Lemoinem) i MŚ 1934 (ponownie za Gaudinim) oraz brązowy na MŚ 1935 (za Francuzem Édwardem Gardère i Giorgio Bocchino).
Jednocześnie zdobywał kolejne medale w szabli, w tym ponownie srebrny indywidualnie na mistrzostwach świata w Budapeszcie (1933), gdzie lepszy był tylko Gyula Glykais. W rywalizacji drużynowej zdobył złoto na MŚ 1938 oraz srebro na MŚ 1930, MŚ 1931, MŚ 1933, MŚ 1934, MŚ 1935 i MŚ 1937.
Na arenie krajowej zdobył dwa indywidualne mistrzostwa we florecie (1943 i 1946) oraz dwa w szabli (1933 i 1934). Zmarł na raka płuc.